# Sergio DellaPergola
Sergio DellaPergola (né à Trieste, Italie, le 7 septembre 1942) est un démographe italo-israélien, professeur à  l'Avraham Harman Institute of Contemporary Jewry, à l'Université hébraïque de Jérusalem.
DellaPergola est reconnu comme le démographe et statisticien le plus réputé du monde juif. À l'université hébraïque de Jérusalem, il produit les informations démographiques du Bilan annuel (du peuple juif) . En 1999, il reçoit le Marshall Sklare Award pour lequel son discours de remerciement est intitulé : « Pensées d'un démographe juif en l'an 2000 ».